# Wyższa Szkoła Środowiska w Bydgoszczy

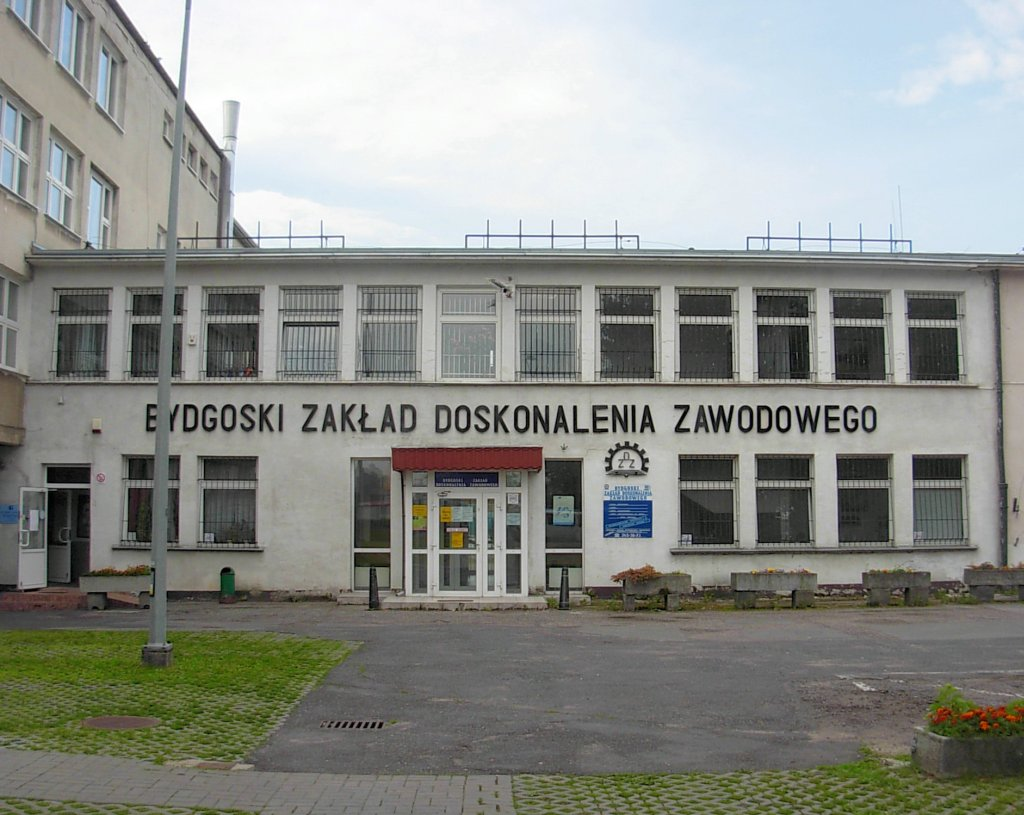
Budynek Bydgoskiego Zakładu Doskonalenia Zawodowego, w którym funkcjonuje WSŚ

Wyższa Szkoła Środowiska w Bydgoszczy (WSŚ) – nieistniejąca niepubliczna szkoła wyższa, utworzona w Bydgoszczy przez Fundację im. Rudolfa Steinera.

## Charakterystyka
Wyższa Szkoła Środowiska była uczelnią dwuwydziałową. Proces dydaktyczny realizowany był na studiach licencjackich i inżynierskich (I stopnia), magisterskich (II stopnia) oraz podyplomowych w kilkunastu specjalnościach. W 2011 roku ofertę edukacyjną tworzyły 3 kierunki studiów i 10 specjalności na studiach stacjonarnych i niestacjonarnych.
W ramach współpracy międzynarodowej uczelnia współpracowała z podobnymi szkołami w Niemczech, Holandii, Wielkiej Brytanii, Szwecji, Finlandii, Hiszpanii i Włoszech oraz wysyłała studentów na praktyki zagraniczne (m.in. programy “Leonardo da Vinci” i “Sokrates”) i organizowała seminaria dla kadry nauczającej w językach: niemieckim i angielskim.
Uczelnia brała udział w wielu projektach badawczych oraz współpracowała z przedsiębiorcami i samorządami. Od 2002 była inicjatorem i koordynatorem projektu pilotażowego „Teraz Noteć -zrównoważony rozwój zlewni Noteci”, a także „Akademii Lotniczej”, mającej na celu organizację procesu nauczania na wszystkich poziomach w zakresie branży lotniczej. Wyższa Szkoła Środowiska brała udział także w inicjatywach ukierunkowanych na lokalną społeczność, m.in. organizacji Uniwersytetu Trzeciego Wieku.
W czerwcu 2011 roku dr inż. Mieczysław Ostojski, wykładowca uczelni, a jednocześnie dyrektor naczelny IMGW, został wybrany wiceprezydentem Światowej Organizacji Meteorologicznej (World Meteorological Organization).

## Historia
Wyższa Szkoła Środowiska powstała z inicjatywy Barbary i Krzysztofa Kowalkowskich, zaznajomionych z rozwiązaniami ekologicznymi stosowanymi w Europie Zachodniej. Dla realizacji zamierzonych planów została powołana fundacja Rudolfa Steinera z siedzibą w Prądocinie koło Bydgoszczy, która w 1995 roku założyła Instytut Ekologii Stosowanej, pełniący rolę pomaturalnej szkoły zawodowej. Dzięki nawiązaniu kontaktów z uczelniami niemieckimi i holenderskimi oraz pilotażowemu projektowi edukacyjnemu finansowanemu z funduszy UE, stworzono projekt utworzenia szkoły wyższej, kształcącej specjalistów z zakresu ochrony środowiska. Uczelnia została zatwierdzona decyzją ministra edukacji narodowej z 31 lipca 1998 r. pod nazwą Wyższa Szkoła Ochrony Środowiska. Była to pierwsza niepaństwowa szkoła wyższa w Bydgoszczy.
W momencie utworzenia uczelni, funkcjonowała jednowydziałowa struktura, w której w ramach ochrony środowiska wprowadzono dwie specjalności: projektowanie i ochronę krajobrazu oraz technikę ochrony środowiska. W 2004 na studiach dziennych i zaocznych, studiowało 850 studentów kształcąc się w czterech specjalnościach:
- agrozarządzanie,
- projektowanie i ochrona krajobrazu,
- technika ochrony środowiska,
- zarządzanie infrastrukturą komunalną.

W 2005 roku, w związku z rozwojem oferty edukacyjnej, decyzją Ministra Nauki i Szkolnictwa Wyższego zmianie uległa nazwa uczelni na Wyższa Szkoła Środowiska. Kolejnym etapem rozwoju było wprowadzenie oferty kursów, studiów podyplomowych oraz dziennych dotyczących szeroko pojętej branży lotniczej. W 2006 r. uczelnia uzyskała zgodę na prowadzenie studiów I stopnia na kierunku ochrona dóbr kultury.
W 2014 szkoła zmieniła nazwę na Wyższą Szkołę Służby Lotniczej i przestała rekrutować studentów, miała też problemy organizacyjne, procesy sądowe i nie wywiązywała się z zobowiązań finansowych.

## Baza lokalowa
W 1999 roku uczelnia zakupiła budynek przy ul. Fordońskiej o powierzchni około 950 m³, zaadaptowany do prowadzenia procesu dydaktycznego. Szkoła dysponuje m.in. aulą, laboratorium chemicznym, biblioteką z czytelnią oraz Zakładem Monitoringu Środowiska. Dla prowadzenia zajęć terenowych dysponuje gospodarstwem rolnym o powierzchni blisko 50 ha, otoczonym 20-hektarowym kompleksem leśnym. Od 2003 dodatkowym miejscem realizacji zajęć terenowych i praktycznych była stacja terenowa - Centrum Ochrony Środowiska Wiejskiego usytuowana w strefie podmiejskiej Bydgoszczy.

## Władze
- Prezydent Rady Powierniczej
- Wiceprezydent Rady Powierniczej mgr Józef Wiśniewski
- Rektor
- Prorektor dr Barbara Kowalkowska, prof. nadzw. WSŚ
- Dziekan Wydziału Ochrony Środowiska
- Dziekan Wydziału Lotnictwa i Kosmonautyki

## Kierunki
- Ochrona środowiska
- Lotnictwo i Kosmonautyka

Uczelnia oferowała także studia podyplomowe oraz kursy zawodowe.